# Pseudospiridion distinctus
Pseudospiridion distinctus är en ringmaskart som först beskrevs av Erséus och Davis 1989.  Pseudospiridion distinctus ingår i släktet Pseudospiridion och familjen glattmaskar. Inga underarter finns listade i Catalogue of Life.